# فيكتوريا غرانت
فيكتوريا غرانت (بالإنجليزية: Victoria Blackledge)‏ هي مدربة اتحاد الرغبي ‏ نيوزيلندية، ولدت في 26 أغسطس 1982 في أوكلاند في نيوزيلندا.